# Macrosiphoniella femorata
Macrosiphoniella femorata är en insektsart. Macrosiphoniella femorata ingår i släktet Macrosiphoniella och familjen långrörsbladlöss. Inga underarter finns listade i Catalogue of Life.